# Lista chorążych reprezentacji Cypru na igrzyskach olimpijskich
Lista chorążych reprezentacji Cypru na igrzyskach olimpijskich – lista zawodników i zawodniczek reprezentacji Cypru, którzy podczas ceremonii otwarcia nowożytnych igrzysk olimpijskich nieśli flagę Cypru.

## Chronologiczna lista chorążych
| Lp. | Rok i miejsce        | Chorąży                       | Dyscyplina            |
| --- | -------------------- | ----------------------------- | --------------------- |
| 1   | 1980, Lake Placid    | Andreas Pilavakis             | Narciarstwo alpejskie |
| 2   | 1980, Moskwa         | Kostas Papakostas             | Judo                  |
| 3   | 1984, Sarajewo       | b.d.                          |                       |
| 4   | 1984, Los Angeles    | Marios Kasianidis             | Lekkoatletyka         |
| 5   | 1988, Calgary        | Karolina Fotiadou             | Narciarstwo alpejskie |
| 6   | 1988, Seul           | Mikhalakis Tymbios            | Strzelectwo           |
| 7   | 1992, Albertville    | Sokratis Aristodimou          | Narciarstwo alpejskie |
| 8   | 1992, Barcelona      | Marios Chadziandreu           | Lekkoatletyka         |
| 9   | 1994, Lillehammer    | Karolina Fotiadou             | Narciarstwo alpejskie |
| 10  | 1996, Atlanta        | Anninos Markoullidis          | Lekkoatletyka         |
| 11  | 1998, Nagano         | Andreas Vasili                | Narciarstwo alpejskie |
| 12  | 2000, Sydney         | Antonis Andreou               | Strzelectwo           |
| 13  | 2002, Salt Lake City | Theodoros Khristodoulou       | Narciarstwo alpejskie |
| 14  | 2004, Ateny          | Giorgos Akhilleos             | Strzelectwo           |
| 15  | 2006, Turyn          | Theodoros Khristodoulou       | Narciarstwo alpejskie |
| 16  | 2008, Pekin          | Giorgos Akhilleos             | Strzelectwo           |
| 17  | 2010, Vancouver      | Christopher Papamichalopoulos | Narciarstwo alpejskie |
| 18  | 2012, Londyn         | Markos Pagdatis               | Tenis                 |
| 19  | 2014, Soczi          | Constantinos Papamichael      | Narciarstwo alpejskie |
| 20  | 2016, Rio            | Pawlos Kondidis               | Żeglarstwo            |
| 21  | 2018, Pjongczang     | Dinos Lefkaritis              | Narciarstwo alpejskie |
| 22  | 2020, Tokio          | Andri Eleftheriou             | Strzelectwo           |
| 22  | 2020, Tokio          | Pawlos Kondidis               | Żeglarstwo            |